# Hellmuth Wolff (Orgelbauer)
Hellmuth Wolff (* 3. September 1937 in Zürich, Schweiz; † 20. November 2013 in Montreal) war ein kanadischer Orgelbauer.

## Leben
Wolff erlernte den Beruf des Orgelbauers in der Schweizer Firma Metzler & Söhne. Er setzte seine Ausbildung in den Niederlanden, in Österreich bei Josef von Glatter-Götz von Rieger Orgelbau und in den USA bei Otto Hoffman und Charles Fisk fort. Orgelunterricht hatte er bei Wim Dalm in Amsterdam und bei Bernard Lagacé in Montreal. Er spielte außerdem Klavier und war Sänger in verschiedenen Ensembles und Kantoreien.
1966 kam er nach Kanada und trat in die Orgelbaufirma Casavant Frères ein. Hier brachte er insbesondere seine speziellen Kenntnisse auf dem Gebiet der mechanischen Traktur ein. Nach seinem Design entstanden u. a. die Orgeln in den Kirchen St. Pascal in Kamouraska und Our Lady of Sorrows in Toronto und im Marie-Reine-des-Cœurs Shrine in Montreal. Ab 1966 arbeitete er mit Karl Wilhelm, ebenfalls ehemaliger Mitarbeiter von Casavant Frères, zusammen. 1968 gründete er in Laval seine eigene Orgelbaufirma Wolff & Associés Ltée. 1970 erhielt er die kanadische Staatsbürgerschaft. Ab 1986 war James Louder sein Partner bei Wolff & Associés.
Zwischen 1968 und 2008 entwarf, baute und installierte Wolff & Associés fünfzig Orgeln in Kirchen, Konzerthallen und Universitäten in Nordamerika. Wegweisend für den Orgelbau in Kanada waren das an der französischen Tradition orientierte Instrument für die McGill University und die dem norddeutschen barocken Orgelbau verpflichtete Orgel der University of Toronto.